# Elitserien (bandy)
Campeonato Sueco de Bandy - em sueco Elitserien i bandy - é a primeira divisão do campeonato sueco de bandy. Esta competição existe desde 1907, tendo adquirido a sua forma atual em 2007-2008.